# Башня ужаса
«Башня ужаса» (англ. Tower of Terror) — телефильм, снятый в 1997 году Ди Джей Макхейлом. В его основу положен аттракцион в парке развлечений Walt Disney.
Слоган фильма: Hotel Guest Check In…But They Don’t Check Out!

## Сюжет
Голливуд, 1939 год. Пятеро людей заходят в лифт шикарного отеля. Среди них — маленькая звёздочка, девочка-актриса, любимица зрителей. Кабина поднимается до 11 этажа и стремительно падает вниз. Пять душ вылетают из шахты, пять привидений остаются в отеле, чтобы терроризировать постояльцев в течение многих лет.
Прослышав об отеле, населённом привидениями, журналист Баззи Крокер хватается за эту историю, как за возможность реабилитировать себя в глазах читателей. Когда-то Баззи был серьёзным и авторитетным обозревателем, но настали тяжёлые времена, и ему пришлось зарабатывать на хлеб в скользком таблоиде, противном сердцу. Баззи отправляется в отель с привидениями вместе со своей племянницей, чтобы провести там независимое журналистское расследование.
Старая леди из отеля утверждает, что знает главный секрет привидений. Прогнать их прочь можно только одним способом: отыскать по одной вещи (всего пять), принадлежавшей каждому погибшему в лифте.

## В ролях
| Актёр            | Роль            |
| ---------------- | --------------- |
| Стив Гуттенберг  | Баззи Крокер    |
| Кирстен Данст    | Анна Петтерсон  |
| Мелора Хардин    | Клэр Пуле       |
| Ниа Пиплз        | Джилл Перри     |
| Майкл Макшейн    | Крис Тодд       |
| Эмзи Стриклэнд   | Эбигейл Грегори |
| Нил Дункан       | Гилберт Лондон  |
| Линдсей Риджвей  | Салли Шайн      |
| Венди Уортингтон | Эмилин Партридж |
| Джон Фрэнклин    | Дьюи Тодд       |